# Saya

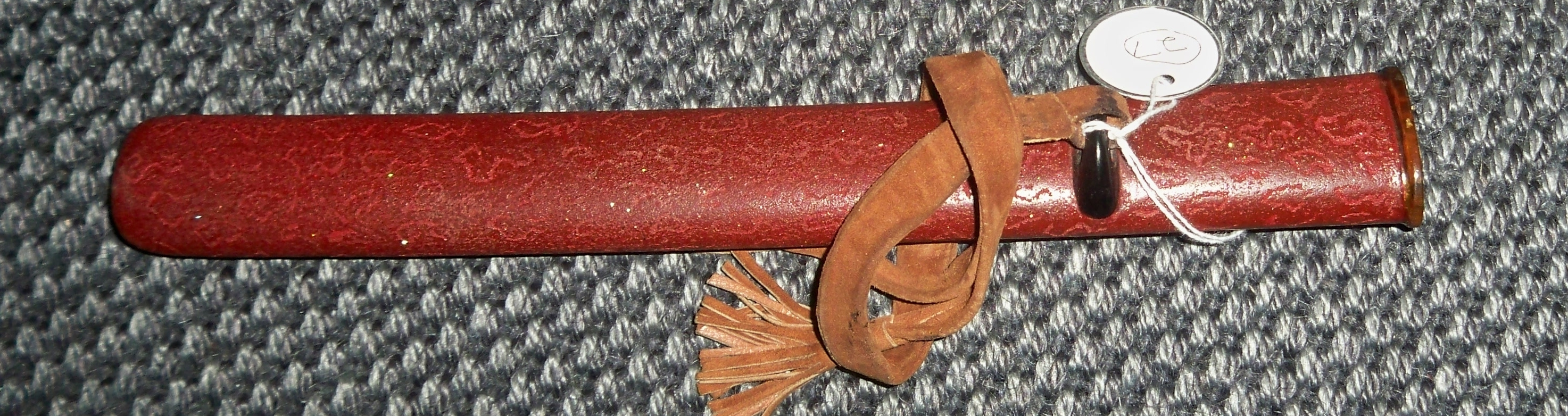
Saya

Genèricament, la saya (鞘) fa referència a la funda o beina d'una espasa japonesa o un ganivet. Solia fer-se de fusta lleugera, lacada per l'exterior.
La fusta és tan delicada que ha de tenir-se gran cura al desembeinar, ja que fer-lo d'una manera incorrecta pot fer que el fil travesse la beina i talle un o diversos dits. La saya disposa d'un enganxe (栗形, kurigata)en un lateral per a enllaçar el cordó (sageo) que l'unix a l'obi, i pot tenir un pie (小尻, kojiri) fet de metal.

## Vegeu també

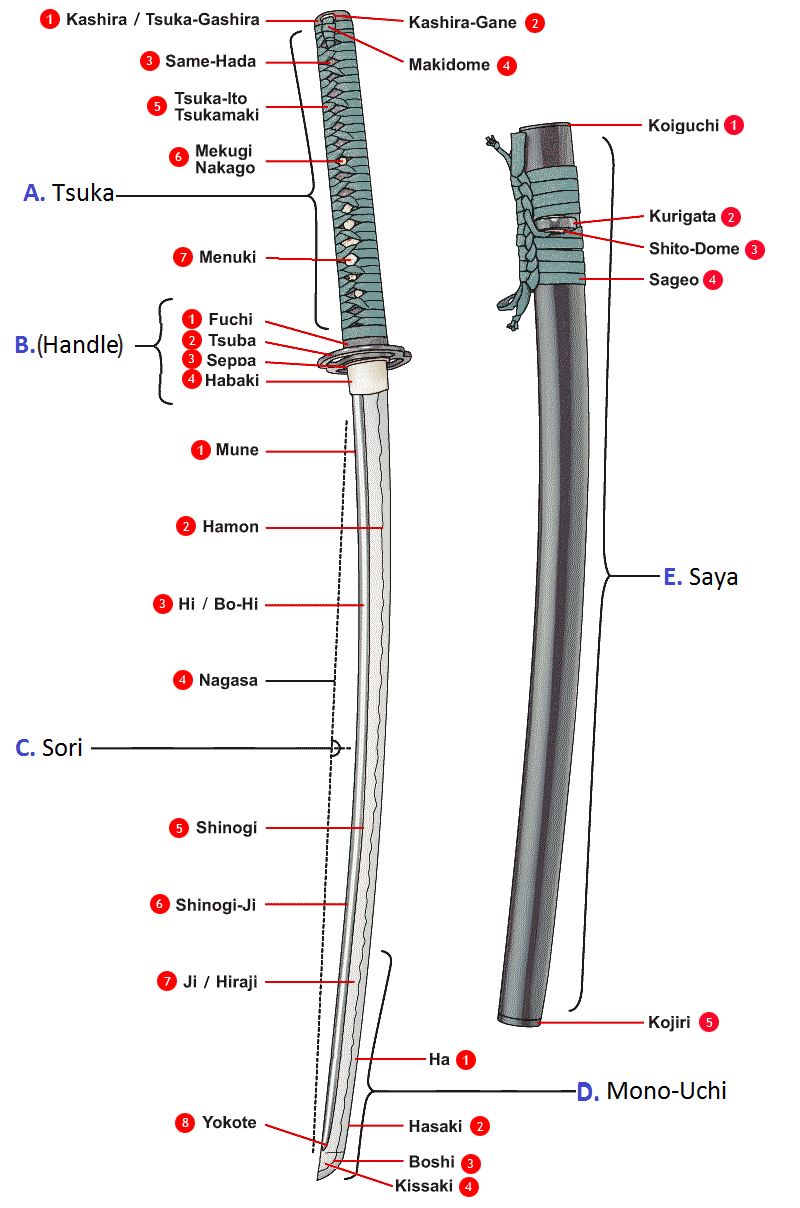
Diagrama d'una katana i la seua saya amb les seues partes identificades.